# Jean-Marie Gustave Le Clézio
Jean-Marie Gustave Le Clézio, sau J.M.G. Le Clézio, (n. 13 aprilie 1940, Nisa, Franța) este un scriitor francez, câștigător al Premiului Nobel pentru Literatură în 2008 și câștigător al Premiul Renaudot în 1963. În 45 de ani de activitate scriitoricească, Jean Marie Gustave Le Clézio a scris peste 50 de cărți. Opera sa cuprinde romane, eseuri și traduceri din mitologia indiană. Autorul francez a recunoscut, în numeroase rânduri, că printre scriitorii care l-au influențat se numără Hemingway și Faulkner. El a devenit cunoscut la 23 de ani, datorită romanului său, „Procesul verbal” (Le proces verbal), care a fost nominalizat la Premiile Goncourt. Într-un sondaj de opinie realizat de revista Lire, în 1994, 13% dintre cei chestionați și-au exprimat părerea că Le Clézio ar fi „cel mai mare scriitor de limbă franceză” aflat în viață. Atunci când, în 1980, Academia Franceză lansează Premiul Paul Morand, primul laureat al acestui premiu este Jean Marie G. Le Clézio, recompensat pentru totalitatea operei sale și mai ales pentru romanul Le Désert.

## Motivația Juriului Nobel
„Autor al inovațiilor, al aventurii poetice și al extazului senzual, explorator al umanității aflate deasupra și dedesubtul civilizației dominante.”

## Viața și destinul literar
Jean Marie Gustave Le Clézio s-a născut pe 13 aprilie 1940 în Nisa. Părinții săi, tatăl britanic, mama franceză, erau veri primari, descendenți dintr-o familie de bretoni stabiliți în timpul revoluției de la 1789 în insula Mauritius. Jean Marie este bilingv, vorbind franceza și engleza.
În perioada de război 1943 - 1945, familia Le Clézio – mama, bunicii și cei doi copii, Yves Marie și Jean Marie Gustave – se refugiază în mica localitate Roquebillière din Alpii Maritimi. Tatăl său, medic în coloniile britanice din Africa lipsește din familie. Cei doi copii sunt crescuți de mamă și bunici.
În 1975 se căsătorește cu Jemia, pe care a întâlnit-o pentru prima dată în 1968.
În 1990, Le Clézio publică „Sirandanes”, scrisă în colaborare cu soția sa, Jemia și inspirată de ghicitorile locuitorilor insulei Mauritius. Un an mai târziu, publică „Onitsha” - povestea unui băiețel care călătorește în Africa și-l întâlnește pe tatăl său, medic. Romanul este inspirat de călătoria pe care autorul, copil fiind, a făcut-o în Nigeria.

## Opere (în original)
- Le Procès-verbal, Gallimard, « Le Chemin », Paris, 1963, 250 p. Prix Renaudot
- Le Jour où Beaumont fit connaissance avec sa douleur, Mercure de France, L'écharpe d'Iris, Paris, 1964, n.p.
- La Fièvre, nouvelles, Gallimard, « Le Chemin », Paris, 1965, 237 p.
- Le Déluge, Gallimard, « Le Chemin », Paris, 1966, 288 p.
- L'Extase matérielle, essai, Gallimard, « Le Chemin », Paris, 1967, 229 p.
- Terra Amata, roman, Gallimard, « Le Chemin », Paris, 1967, 248 p.
- Le Livre des fuites, roman, Gallimard, « Le Chemin », Paris, 1969, 290 p.
- La Guerre, roman, Gallimard, « Le Chemin », Paris, 1970, 295 p.
- Lullaby, Gallimard, 1970
- Haï, Skira, « Les Sentiers de la création », Genève, 1971, 170 p.
- Mydriase, illustrations de Vladimir Velickovic, Fata Morgana, Saint-Clément-la-Rivière, 1973
- Les Géants, roman, Gallimard, « Le Chemin », Paris, 1973, 320 p.
- Voyages de l'autre côté, nouvelles, Gallimard, « Le Chemin » , Paris, 1975, 308 p.
- Les Prophéties du Chilam Balam, version et présentation de J.M.G. Le Clézio, Gallimard, « Le Chemin », Paris, 1976, 201 p.
- Vers les icebergs, Éditions Fata Morgana, « Explorations », Montpellier, 1978, 52 p. (Contient le texte d’Iniji, par Henri Michaux)
- Mondo et autres histoires, nouvelles, Gallimard, Paris, 1978, 278 p.
- L'Inconnu sur la Terre, essai, Gallimard, « Le Chemin » , Paris, 1978, 325 p.
- Voyage au pays des arbres, dessiné par Henri Galeron, Gallimard, « Enfantimages », Paris, 1978, 27 p.
- Désert roman,1980, Gallimard, « Le Chemin » , Paris, 1980, 410 p.
- Trois Villes saintes, Gallimard, Paris, 1980, 81 p.
- La Ronde et autres faits divers, nouvelles, Gallimard, « Le Chemin » , Paris, 1982, 235 p.
- Relation de Michoacan, version et présentation de J. M. G. Le Clézio, Gallimard, « Tradition », Paris, 1984, 315 p.-10 p. de pl.
- Le Chercheur d'or, Gallimard, Paris, 1985, 332 p.
- Voyage à Rodrigues, Gallimard, « Le Chemin » , Paris, 1986
- Le Rêve mexicain ou la pensée interrompue, Gallimard, « NRF Essais », Paris, 1988, 248 p.
- Printemps et autres saisons, Gallimard, « Le Chemin » , Paris, 1989, 203 p.
- Sirandanes, Seghers, 1990, 93 p.
- Onitsha : roman, Gallimard, Paris, 1991, 250 p.
- Étoile errante, Gallimard, Paris, 1992, 339 p.
- Pawana, Gallimard, Paris, 1992, 54 p.
- Diego et Frida, Stock, « Échanges », Paris, 1993, 237 p.-12 p. de pl.
- La Quarantaine, roman, Gallimard, Paris, 1995, 464 p.
- Poisson d'or, roman, Gallimard, 1997, 255 p.
- Gens des nuages
- La Fête chantée, essais, Gallimard, « Le Promeneur », 1997, 256 p.
- Hasard (suivi d'Angoli Mala), romans, Gallimard, Paris, 1999, 290 p.
- Cœur Brûle et autres romances, Gallimard, Paris, 2000, 187 p.
- Révolutions, roman, Gallimard, Paris, 2003, 554 p.
- L'Africain, Mercure de France, « Traits et portraits », Paris, 2004, 103 p.
- Ourania, roman, Gallimard, « Collection Blanche », Paris, 2005, 297 p.
- Raga : approche du continent invisible, Éditions du Seuil, « Peuples de l'eau », Paris, 2006, 135 p.
- Ballaciner, essai, Gallimard, 2007
- Ritournelle de la faim, roman, Gallimard, « Collection Blanche », Paris, 2008

## Traduceri în română
- Procesul-verbal, trad. Viorel Grecu, București, Univers, 1979
- Potopul, trad. Viorel Grecu, Timișoara, Facla, 1982
- Căutătorul de aur, trad. Serban Socoliuc, București, Univers, 1989
- Primăvara și alte anotimpuri, trad. Viorel Grecu, București, Univers, 1993
- Steaua rătăcitoare, trad. Anca-Antoaneta Popescu, București, Univers, 1998
- Diego și Frida, trad. Nicolae Constantinescu, Paralela 45, 2004
- Raga, trad. Mădălin Roșioru, București, Art, 2008
- Potopul (ed. a II-a revăzută), trad. Viorel Grecu, București, Art, 2008
- Africanul, trad. Nicolae Constantinescu, Pro Editură și Tipografie, 2008
- Procesul-verbal, trad. Viorel Grecu, București, Univers, 2009
- Cartea fugilor, trad. Rita Chirian, București, Polirom, 2009
- Ritornela foamei, trad. Ileana Cantuniari, București, Polirom, 2009
- Urania, trad. Mădălin Roșioru, București, Art, 2009
- Peștișorul de aur, trad. Claudiu Komartin, București, Art, 2009
- Căutătorul de aur, trad. Șerban Velescu, București, Univers, 2009
- Inimă arsă și alte romanțe, trad.Mădălin Roșioru, București, Art, 2012
- Hazard.Angoli Mala, trad. Claudiu Komartin, București, Art, 2013